# Phycolepidozia exigua
Phycolepidozia exigua là loài rêu tản duy nhất thuộc chi Phycolepidozia, họ Phycolepidoziaceae. Đây là loài đặc hữu của Dominica, hiện chúng đang trong tình trạng cực kỳ nguy cấp. Môi trường sống tự nhiên của chúng là rừng ẩm vùng đất thấp nhiệt đới hoặc cận nhiệt đới.
Đây là loài rêu tản rậm lá độc nhất có lá bên tiêu giảm tối đa. Các lá này khi trưởng thành chỉ có hai tế bào, do vậy loài rêu này trông gần như không có lá.